# Quatuor à cordes no 1 de Brahms
Pour les articles homonymes, voir Quatuor à cordes no 1.
Le Quatuor à cordes opus 51 no 1 en ut mineur est le premier des trois quatuors publiés de Johannes Brahms, l'opus 51 comportant deux quatuors. 
Il a été achevé un an après son Requiem allemand.
En fait, Brahms aurait composé de nombreux quatuors à cordes (peut-être une vingtaine) avant cet opus mais en a détruit les partitions.
La genèse en a été particulièrement longue, les premières notes ayant été écrites en 1865, la partition finale n’étant livrée à Tutzing qu'en 1873. Il fut créé le 11 décembre 1873 à Vienne par le quatuor Hellmesberger. Les deux quatuors op 51 ont été dédicacés à Theodor Billroth, chirurgien et ami du compositeur.

## Structure de l'œuvre
1. Allegro (à 
)
2. Romanze - Poco adagio (à 
 en la bémol)
3. Allegro molto moderato e comodo (à 
 en fa mineur)
4. Allegro, alla breve (en ut mineur)

La durée d'exécution est d'environ trente minutes.